# Tapete (Rapper)

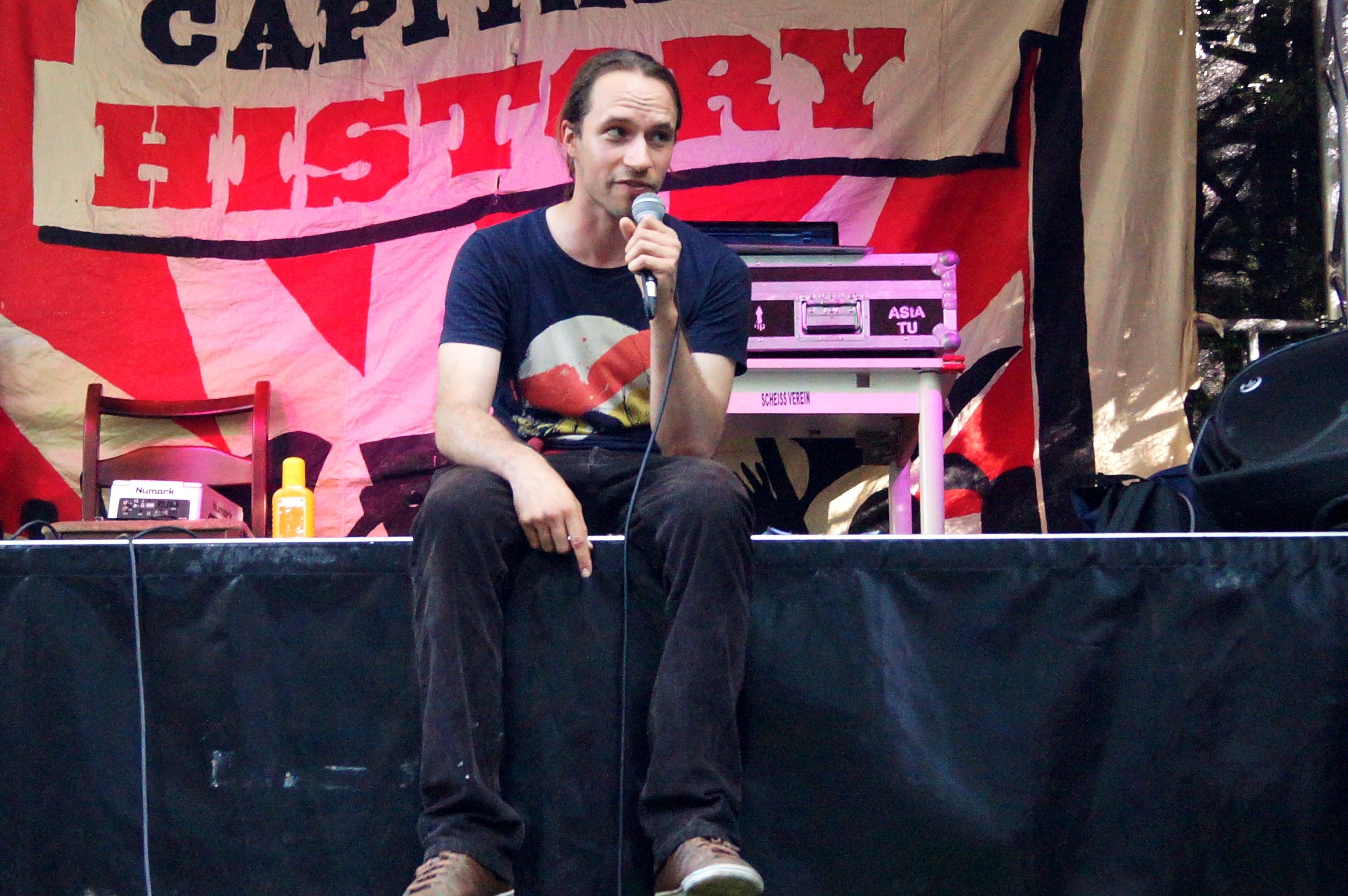
Tapete (2014)

Tapete (* 1983, bürgerlich Leonard Kroppach) ist ein Rapper aus Berlin. 

## Künstlerische Karriere
Kroppachs Karriere als Tapete begann 2005. Im Februar 2012 erlangte er größere mediale Aufmerksamkeit, als bekannt wurde, dass das Jobcenter Berlin-Mitte ihm androhte, die Bezüge aufgrund seiner Texte über sein Leben als Hartz-IV-Empfänger zu kürzen. Im Mai 2012 machte er sich selbstständig. Die meisten seiner Songs stellt Tapete zum kostenlosen Download ins Netz, viele haben eine Creative-Commons-Lizenz. Er ist kein Mitglied der GEMA. Einnahmen erzielt er über Auftritte und Spenden. Für einige Songs arbeitete er mit der ebenfalls aus Berlin stammenden Rapperin Sookee zusammen. Weitere Featurings hatte er mit Lena Stoehrfaktor, Quetschenpaua und Mogli von der Band Früchte des Zorns.

## Stil und Texte
In seinen Texten setzte sich Tapete mit sozialen und politischen Themen auseinander und nahm dabei einen klaren linken Standpunkt ein. So kritisierte er beispielsweise in seinem Album Sumpf die deutsche Sozialpolitik und die FDP während der Schwarz-Gelben Koalition. Im selben Album äußerte er auch seine Sympathie für die Hausbesetzerszene. Viele seiner Texte sind kapitalismuskritisch und antinationalistisch. Das Album Sonne, Mond und Punkt ist im Kontrast dazu eher von Selbstreflexion geprägt. 2011 bezog er zusammen mit Sookee in dem Lied „Pro Homo“ Stellung gegen Homophobie.
Die Beats wurden von Tapete selbst produziert. Er verwendete unter anderem Instrumentalmusik, wie Klarinette, Trompete und Gitarre und Elemente von Folk. Tapete selbst ordnete seine Musik als Rap, Chanson und Punk ein.
Auf dem Videoportal YouTube veröffentlicht Tapete einige Musikvideos zu seinen Songs, darunter auch aufwendigere Produktionen wie zum Beispiel ein 360-Grad-Video.

## Diskografie
- 2022: One Minute Tracks (LP)
- 2018: Tür auf oder Tapete (LP)
- 2014: Sonne, Mond und Punkt (LP)
- 2014: Outsourced Underground – First Takes Tape (EP)
- 2013: Nichts, für niemand und ohne das gewisse Etwas (EP)
- 2011: Sumpf (LP)
- 2010: The Lost Tracks 2005–2009
- 2009: Der Wille lenkt die Tat (LP)
- 2009: Tapeter und der Wölf – Vol. 1: Lip Gloss (EP)
- 2006: Die Ewigkeit des Vergänglichen (LP)